# 全国銀行データ通信システム
全国銀行データ通信システム（ぜんこくぎんこうデータつうしんシステム、全銀システム）とは、日本国内の金融機関相互の内国為替取引をコンピュータと通信回線を用いてオンライン処理を行えるようにした手形交換制度。1973年4月9日に稼働を開始した。以後処理能力の向上と設備増強を繰り返し、2019年11月4日からは第7次全銀システムが稼働している。
当システムを運営する一般社団法人全国銀行資金決済ネットワークについても当記事にて扱う。

## 概要
1973年4月9日に稼働を開始し、世界に先駆けて平日日中の即時送金を実現した。全銀協傘下の一般社団法人全国銀行資金決済ネットワークが運営し、維持管理の等の費用は利用する金融機関が拠出している。

### 参加金融機関
銀行、信用金庫、信用組合、労働金庫、農業協同組合を含めた日本国内のほぼすべての民間金融機関が加盟しているが、例外は日本銀行である。また、郵政民営化によって2007年10月1日に発足したゆうちょ銀行は、2009年1月5日に接続を開始した。

### モアタイム
全銀協は、2018年10月9日、LINEなどフィンテック勢の24時間送金サービスに対する危機感などを背景に、これまで平日午前8時30分～午後3時30分までだった全銀システムの稼働時間に、午後3時30分以降も稼働する「モアタイム」と呼ぶシステムを追加した。これによって、小切手や手形の決済に使う当座を除く普通口座における、給与や賞与の振り込みをのぞく1億円未満の送金は、原則24時間365日可能となった。この24時間振込に当初から参加する金融機関は計504（全銀システムを利用する金融機関は1275）であった。システム更新作業が完了したみずほ銀行は2019年5月7日から対応。みずほ信託銀行は2019年7月16日から対応。農林中央金庫は当初参加せず全国のJAバンクも不参加であったが、2019年11月11日より対応した。ただし、モアタイム対応といっても、大和ネクスト銀行など限定的な対応にとどまったところもある。
2023年5月1日、auじぶん銀行は、フィッシングによる不正送金被害が相次いでいるとして、モアタイム時間帯の即時振込を取り止めた。

### 口座名義に使用できる文字
全銀協が定めたデータ伝送フォーマット（全銀協規定フォーマット）に従って振込情報等を取り扱うため、振込依頼人名と口座名義に使用できる文字は半角英数字片仮名のみで、文字数は振込依頼人名が半角40文字、口座名義が半角30文字までという制限がある。法人の場合は「カブシキガイシャ（株式会社）」や「エイギョウショ（営業所）」などで文字数を消費してしまうことから、株式会社を「カ」、営業所を「エイ」などと略せる他、「株式会社」の位置が前「カ）」、中間「（カ）」、後ろ「（カ」など括弧で指示できるようになっているなど、文字数を節約できる工夫が施されている。

## 接続方式
全銀システムは、その中枢である全銀センターのホストコンピュータと各加盟金融機関の事務センター（共同接続の場合は共同センター）に設置されている中継コンピュータおよびこれらを結ぶ通信回線から構成されている。
全銀センターは、東京・大阪の2か所に設置され、各センターのコンピュータはマルチホスト構成とし、加盟金融機関には中継コンピュータを2セット以上設置している。
また、基幹網としてIP-VPN網をバックアップ網としてISDN網を備え、それぞれを結んでいる。
全銀センターと中継コンピュータとの間は、基幹網として国際標準の動向等を踏まえて閉域 IP-VPN 網を利用している。
新ファイル転送ではエントリーVPN網を、情報系システムではIP-VPN網などから複数選択することができる。さらに、東京センター・大阪センター間では常にデータを同期している。
なお、全銀センターと中継コンピュータの間は暗号化され、通信が行われている。
接続方法としては、銀行接続センターを設け、そこから全銀センターに直接接続する個別接続方式と、複数の金融機関が集まって共同センターを開設し、そこから全銀センターに接続する共同接続方式がある。

## 決済方式
取引金額1億円未満の為替通知については、手形交換と同様に、金融機関間で行われた取引についてネッティングを行い、その差額を決済する。差額は全銀ネットから日本銀行に通知され、これにもとづき日本銀行においてその日の午後4時15分に全銀ネットの当座預金口座と加盟金融機関の当座預金口座との間で為替決済が行われる。
なお、信用金庫等の共同センターによる接続方式をとっている業態では、信金中央金庫等がその業態に属する金融機関（代行決済委託金融機関）の貸借を一括して決済する。また、それぞれの業態内における個別金融機関の貸借は、その業態内の制度によって決済される。
1億円以上の為替取引（給与・賞与振込を除く）は、それぞれの為替通知毎に、仕向金融機関と被仕向金融機関の間において資金決済を行ったうえで、被仕向金融機関に為替通知を送信する。各取引の資金決済が完了するまでの間、為替通知は、全銀センターに保留される。資金決済は、各為替通知毎に、日銀ネットの流動性節約機能付RTGS（即時グロス決済）によって行われる。

## システム
日本において現在稼働している中でも、非常に大規模なシステムであり、コンピュータおよびデータセンター、銀行と全銀センターを繋ぐ通信ネットワークなどが大規模に必要となるので、多くの技術者（システムエンジニア）がこのシステムの開発に携わった。また、日本の銀行は全体的に数も多く、勘定系システムの構築を各システムインテグレータが行っているので、それらを結ぶというのは銀行個々のシステムを熟知している必要があり、多くの企業が開発に参加した。
全銀システムの開発・保守は株式会社NTTデータによって、極めて安全性・信頼性の高いシステムとして今日まで順調に推移してきた。全銀システムは、金融機関の内国為替業務の発展に貢献するとともに、金融機関間の集中決済システムの先導的役割を果たしており、その取扱量や加盟金融機関数等において世界に例を見ないシステムとして、世界各国の関係者の間で「ZENGIN」の名称で広く知られている。
また全銀センターと各銀行支店などを結ぶ通信回線（パケット網）は自営設備であるが、地方の山間部などでは共同センターまでVPN技術を用いている所もある。
システム改訂の沿革
- 1973年4月9日 - 第1次全銀システムが稼働[1]
- 1979年2月13日 - 第2次全銀システムが稼働[1]
- 1987年11月16日 - 第3次全銀システムが稼働[1]
- 1995年11月13日 - 第4次全銀システムが稼働[1]
- 2003年11月17日 - 第5次全銀システムが稼働[1]
- 2011年11月14日 - 第6次全銀システムが稼働[1]
- 2019年11月4日 - 第7次全銀システムが稼働[16]
- 2028年5月（予定） - 第8次全銀システムが稼働[17]

## 障害

### 2023年10月の障害

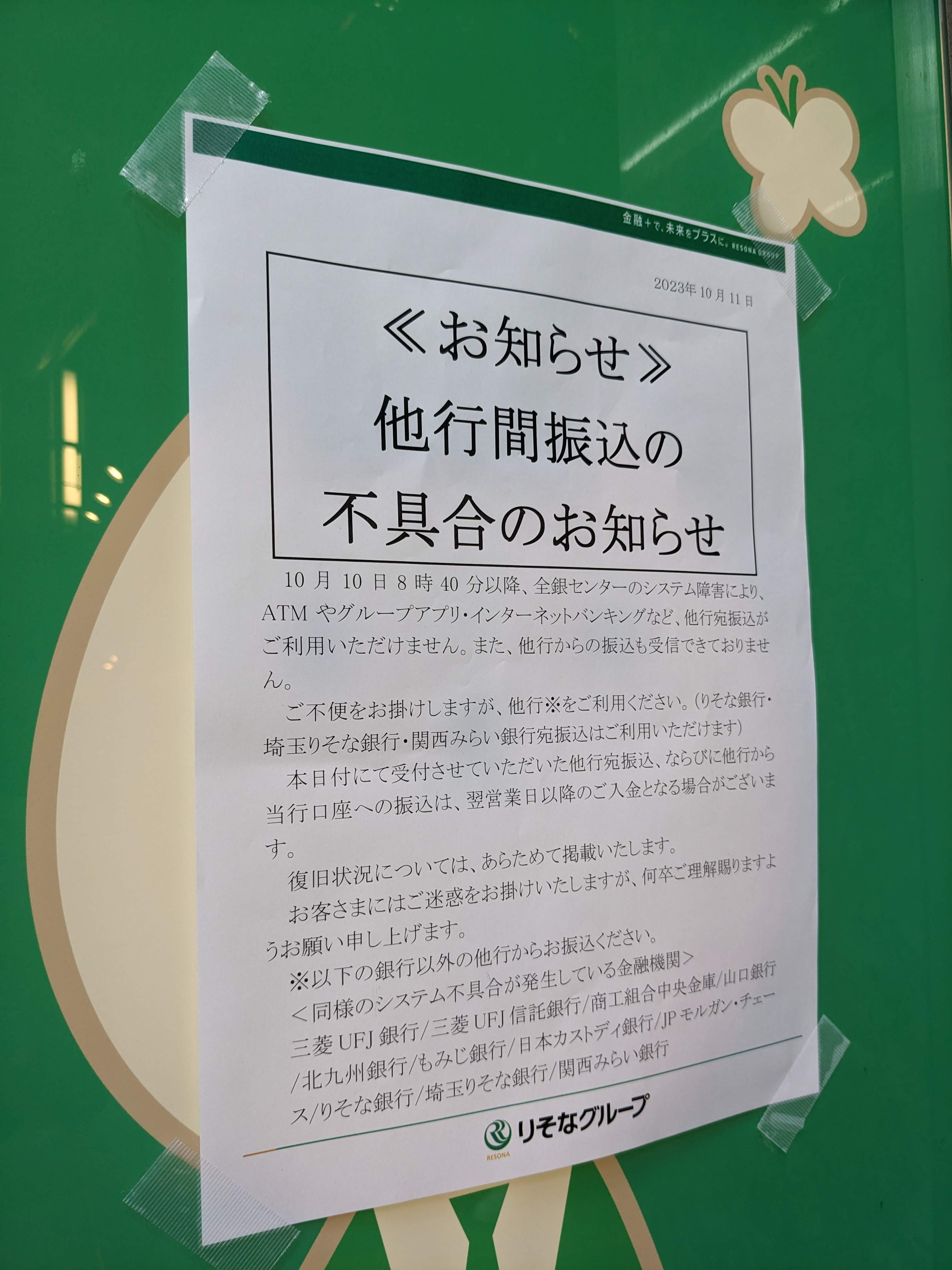
2023年10月の不具合の影響を受けた、りそな銀行の張り紙

2023年10月10日8時30分～2023年10月12日8時30分、全銀ネットと各金融機関を結ぶシステムの障害に起因して、三菱UFJ銀行、りそな銀行、埼玉りそな銀行、関西みらい銀行、山口銀行、北九州銀行、三菱UFJ信託銀行、日本カストディ銀行、もみじ銀行、商工組合中央金庫の10行の銀行（当初の発表は11行）で、他行あての振り込みなど一部の取引ができなくなる障害が発生した。13行の銀行で（当初の発表は14行）、中継コンピューター（Relay Computer、RC）をRC17からRC23にバージョンアップしたが、RC23の内国為替手数料（旧銀行間手数料）をチェックするソフトウェアに不具合が生じていた。
2023年12月1日の記者会見によると、OSのバージョンアップ（64ビット化を含む）の際に、金融機関テーブルを拡張したが、その後ろにインデックステーブルが続いているにもかかわらず、インデックステーブルが続いていることの認識漏れが発生していて、共有メモリよりも金融機関テーブルの方がサイズが小さいので、共有メモリの拡張が不要と誤って判断し、結果として共有メモリ不足によりインデックステーブルが破損してしまった。
この障害により2023年10月10日夜の時点で約140万件の取引が実行されず、このうちバックアップシステムにより約100万件の取引については処理が行われた。最終的に他行宛て振り込み255万件に遅延が発生したが、銀行間手数料を参照しないよう改修したパッチをRCに適用し、2023年10月12日に解消した。
銀行利用者に対して影響が及ぶ障害は、1973年の稼働以来、初めての事となった。
当初は14行の銀行でRC23にバージョンアップし、11行の銀行で不具合が生じたと発表していたが、後日、JPモルガン・チェース銀行はバージョンアップしていなかったことが判明し、訂正された。

## 一般社団法人全国銀行資金決済ネットワーク
一般社団法人全国銀行資金決済ネットワーク（ぜんこくぎんこうしきんけっさいネットワーク、英: Japanese Banks' Payment Clearing Network、略称:全銀ネット、Zengin - net）とは、日本国内における金融機関の内国為替取引をオンライン処理するシステムである全国銀行データ通信システムを運営する日本の法人である。全国銀行協会の傘下組織として2010年4月に設立された。
2021年2月時点で資金決済に関する法律（資金決済法）における唯一の資金清算機関。

### 概要
1973年に社団法人東京銀行協会内（当時、現・一般社団法人全国銀行協会）に発足した内国為替運営機構が全銀ネットの前身となっている。
2010年4月の資金決済法施行により、資金清算業は内閣総理大臣の免許を受けた者のみが行える業務とされた。これを受け、東京銀行協会は全銀システム事業を新法人に移管する方針とし、2010年4月1日に当法人を設立。
2010年9月17日に内閣総理大臣から資金清算業の免許を受けたことを受け、2010年10月1日に全銀システム事業が移管され業務を開始した。